# بورگو سن جیاکومو
بورگو سن جیاکومو (به ایتالیایی: Borgo San Giacomo) یک منطقهٔ مسکونی در ایتالیا است که در استان برشا واقع شده‌است.

## خصوصیات
بورگو سن جیاکومو ۲۹ کیلومترمربع مساحت و ۵٬۵۵۴ نفر جمعیت دارد و ۷۴ متر بالاتر از سطح دریا واقع شده‌است.